# Pomnik Powstania Warszawskiego

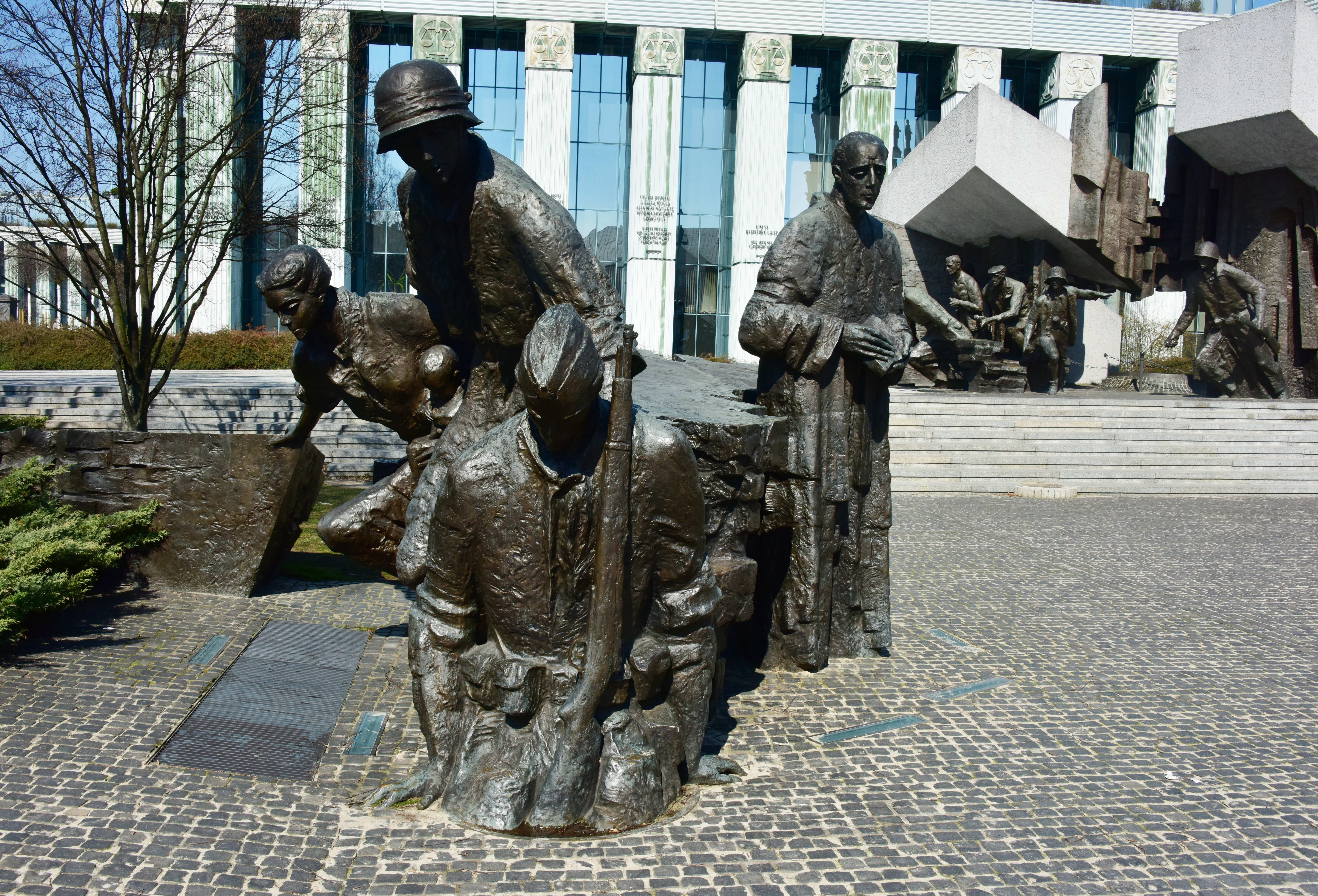
Powstańcy wchodzący do kanału

Pomnik Powstania Warszawskiego – pomnik ku czci bohaterów powstania warszawskiego, znajdujący się przy placu Krasińskich, w dzielnicy Śródmieście w Warszawie.

## Opis
Akt erekcyjny pomnika wmurowano 31 lipca 1984, w przeddzień 40. rocznicy wybuchu powstania. Monument wzniesiono w oparciu o jeden z trzech projektów nadesłanych na konkurs ogłoszony w grudniu 1984 przez Zarząd Tymczasowy Komitetu Budowy Pomnika Bohaterów Powstania Warszawskiego 1944. 
Budowę pomnika poprzedziła zbiórka pieniędzy i surowców potrzebnych do jego wykonania. Pomnik tworzą postacie powstańców. Część z powstańców wchodzi do kanału (nawiązanie do ewakuacji Starówki), a część wybiega spod konstrukcji przypominającej walące się ściany i cegły spadające w wyniku wybuchu. 
Monument został odsłonięty 1 sierpnia 1989 przez prezydenta Wojciecha Jaruzelskiego i poświęcony przez prymasa Józefa Glempa.

Pomnik był miejscem historycznych wydarzeń. Podczas uroczystości 50. rocznicy wybuchu powstania warszawskiego w 1994 prezydent Niemiec Roman Herzog jako pierwszy Niemiec w historii przeprosił Polaków za zbrodnie dokonane przez Niemców w czasie II wojny światowej. Herzog powiedział również, że: 

[...] To wywołuje w nas Niemcach wstyd, że nazwa naszego kraju i narodu jest już na zawsze związana z bólem i cierpieniem, które zostało zadane milionom Polaków [...].

Tłem pomnika jest wybudowany w 1999 gmach Sądu Najwyższego Rzeczypospolitej Polskiej.
Według zamysłu projektanta, profesora Wincentego Kućmy, pomnik stanowi jeden z elementów tryptyku, w skład którego wchodzą także: pomnik Obrońców Poczty Polskiej w Gdańsku (1979) oraz pomnik Poległym w Obronie Ojczyzny w Częstochowie (1985).
Pomnik jest krytykowany przez niektórych architektów za rzekomy brak walorów artystycznych oraz nawiązanie do konwencji socrealistycznych.

## Zobacz też

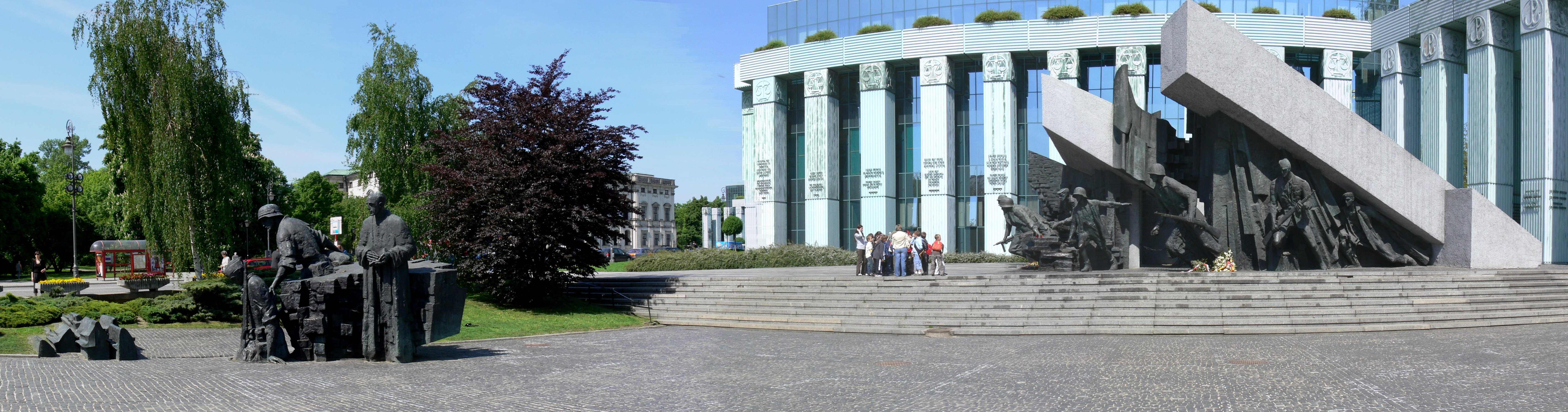
Pomnik Powstania Warszawskiego – panorama